# بوينغ شينوك (نسخة المملكة المتحدة)
بوينغ شينوك (بالإنجليزية: Boeing Chinook)‏ هي مروحية عسكرية من صناعة بوينغ لأنظمة الطائرات المروحية. كان أول طيران لها في 23 مارس 1980. دخلت الخدمة في 1980، صنع منها 58 طائرة.